# Alameda Doctor Areilza
La alameda Doctor Areilza es una alameda ubicada en el centro de la villa de Bilbao. Se inicia en la Gran Vía de Don Diego López de Haro y, discurriendo en paralelo a la avenida Sabino Arana, finaliza en la calle Autonomía.
Debe su nombre al bilbaíno Enrique Areilza Arregui, más conocido como doctor Areilza. Un ambulatorio sito en la misma alameda lleva su nombre.

## Medios de transporte
- Estación de Indautxu (salida Areilza) del metro de Bilbao.